# Van Hamme
Van Hamme was een Belgisch notabel en adellijk huis.

## Geschiedenis
In 1738 verleende keizer Karel VI erfelijke adel (voor zoveel als nodig) aan advocaat François van Hamme (Dendermonde, 21 januari 1653 - Brugge, 9 april 1748), betovergrootvader van de hierna volgenden. Hij was het zevende kind van Pieter van Hamme (° Dendermonde, 1622) en van Elisabeth van Langenhove. Hij trouwde met Jeanne van Calendries (1667-1702) en had nageslacht.

## Joseph van Hamme
Joseph Bruno van Hamme (Loppem, 3 juni 1814 - Brugge, 27 mei 1893), achterkleinzoon van bovengenoemde,  was een zoon van Balthazar van Hamme (1778-1808), heer van Stampaertshoucke en van Maria-Brunona van de Bogaerde (1778-1849). Hij trouwde in 1851 in Brugge met Coralie de Schietere de Lophem (1828-1871), dochter van Charles-Thomas de Schietere de Lophem. Hij hertrouwde in 1872 in Nieuwerkerken met Palmire de Wautier (1827-1907). Uit het eerste huwelijk sproten zeven kinderen, echter zonder verdere afstamming. 
Joseph van Hamme werd in 1871 opgenomen in de Belgische erfelijke adel. Zijn dochter Ida (1858-1944) was de laatste naamdrager en met haar dood doofde de familie uit, wat betreft de mannelijke naamdragers.
Een dochter van Balthazar van Hamme en Maria-Brunona van de Bogaerde was Adèle van Hamme (1812-1846), die trouwde met Joseph de Thibault de Boesinghe (1815-1887). Ze zijn rechtstreekse voorouders van koningin Mathilde.

## André van Hamme
André Jean Ghislain Bruno van Hamme (Loppem, 30 augustus 1815 - Brugge, 2 maart 1873), broer van Joseph, trouwde in Brugge in 1852 met Colette de Croeser de Berges (1821-1882). Hun dochter Alice (1853-1919) trouwde met baron Julien van Caloen de Basseghem (1844-1936), burgemeester van Varsenare. Hun tweede dochter Emma (1856-1910) trouwde met Eugène Iweins (1853-1918). 
André van Hamme werd in 1871 opgenomen in de Belgische erfelijke adel, maar door zijn dood doofde de familietak in 1873 al uit.

## Andere afstamming
François van Hamme (hierboven) en Jeanne van Calendries hadden als zoon onder meer Jean-George van Hamme, die trouwde met Marie-Anne Jacopssen. Die hadden als zoon François-Jean van Hamme (Brugge, 2 januari 1746 - Loppem, 1820), heer van Kanegem en Stampaertshoucke, schepen van Brugge, die getrouwd was met Marie-Henriette Fourbisseur (1749-1839). Deze laatste waren de ouders van de hierboven gemelde Balthazar.
Deze hadden als zoon François-Augustin van Hamme (Brugge, 4 november 1789 - Loppem, 1859), heer van Stampaertshoucke, die in 1818 in Gent trouwde met Melanie-Ghislaine van Tieghem (1797-1856). Hij was in 1817 tot gemeenteraadslid van Brugge benoemd, maar nam het jaar daarop ontslag aangezien hij naar aanleiding van zijn huwelijk naar Gent verhuisde. Later keerde hij naar Brugge terug. In 1844 werd hij lid van de Edele Confrérie van het Heilig Bloed. 
Hij hertrouwde in Voormezele in 1857 met Zoé de Gheus (1828- ).
De familietak is uitgestorven.
François-Jean Van Hamme liet zich niet opnieuw in de erfelijke adel opnemen onder het Verenigd Koninkrijk der Nederlanden en François-Augustin deed dit evenmin onder het Belgisch koninkrijk. Dit belet niet dat ze als oude adel door het leven gingen en adellijke huwelijken aangingen.